# Gardenia kakaduensis
Gardenia kakaduensis är en måreväxtart som beskrevs av Christopher Francis Puttock. Gardenia kakaduensis ingår i släktet Gardenia och familjen måreväxter. Inga underarter finns listade i Catalogue of Life.